# 1 Dywizjon Czołgów Sił Zbrojnych Południa Rosji
1 Dywizjon Czołgów Sił Zbrojnych Południa Rosji (ros. 1-й танковый дивизион ВСЮР) – oddział pancerny wojsk białych podczas wojny domowej w Rosji.

## Historia
Dywizjon został sformowany 27 kwietnia 1919 roku w Jekaterynodarze. Składał się z czterech oddziałów czołgów produkcji brytyjskiej Mark V i Mark A „Whippet” (1 i 3 Oddziały miały czołgi Mk V, zaś 2 i 4 - Mk A). Czołgi zostały 13 kwietnia tego roku przetransportowane do Batumi, skąd przewieziono je na Kubań. Czołgiści na początku maja tego roku trafili na front, gdzie poszczególne oddziały Dywizjonu zostały przydzielone do różnych dywizji wojsk gen. Antona I. Denikina. 1 Oddział Czołgów walczył w bitwie o Donbas w rejonie stacji kolejowej Chanżonkowo-Jasynuwata-Popasna, zaś na początku czerwca skierowano go na front carycyński. 29-30 czerwca 6 czołgów (5 z załogami rosyjskimi i 1 z załogą brytyjską) 1 dywizjonu czołgów uczestniczyło w zwycięskim szturmie Carycyna. Czołgi dokonały wyłomu w bolszewickich liniach obronnych, w który wdarła się kawaleria białych. W lipcu na południe Rosji dostarczono kolejnych 74 czołgów (57 Mk V i 17 Mk A). Część z nich wymieniła zużyte czołgi Dywizjonu. Z powodu niskiej wartości załóg rosyjskich siły te nie zostały w pełni wykorzystane. Jesienią 1919 roku  Dywizjon osłaniał odwrót wojsk białych na południe, walcząc m.in. w rejonie Charkowa, Taganrogu i Jekaterynodaru. Ostatnie 2 czołgi Mk V osłaniały ewakuację Brytyjskiej Misji Wojskowej z Noworosyjska na Krym.